# Aciurina bigeloviae
Aciurina bigeloviae är en tvåvingeart som först beskrevs av Cockerell 1890.  Aciurina bigeloviae ingår i släktet Aciurina och familjen borrflugor. Inga underarter finns listade i Catalogue of Life.